# Vapeurs, ni vers ni prose
Vapeurs, sous-titré Ni vers ni prose, est un recueil de poésie de Xavier Forneret paru en septembre 1838. 

## Analyse

### Présentation
Le recueil est composé de 37 poèmes, dont le célèbre Un pauvre honteux.
Il comporte en épigraphe une citation du Traité sur la création et l'imitation de Couprot : « Sans façon et pour tous, un peu pour les enfants. Moi mauvais, mais, moi. »

## Éditions modernes
- Xavier Forneret, Écrits complets : Volume I (1834-1876) – Théâtre, poésie, musique, Dijon, Les Presses du réel, 2013, 976 p. (ISBN 978-2-84066-487-1), édition établie par Bernadette Blandin

## Anthologies
- Jean-Luc Steinmetz, La France frénétique de 1830 : Choix de textes, Paris, Phébus, 1978, 560 p. (ISBN 978-2-85940-015-6), p. 521-532